# Аркудинский, Павел Сергеевич
Па́вел Серге́евич Аркудинский (4 (16) января 1850 — после 1917) — председатель Одесской уездной земской управы, действительный статский советник.

## Биография
Православный. Из потомственных дворян Херсонской губернии. Сын подполковника Сергея Семеновича Аркудинского (1811—1878). Землевладелец Одесского уезда (приобретенные 335 десятин).
Окончил Ришельевскую гимназию и Новороссийский университет по физико-математическому факультету. По окончании университета в 1873 году посвятил себя сельскому хозяйству в своем имении.
Общественную деятельность начал в 1880 году в качестве мирового судьи по городу Одессе и Одесскому уезду. В 1896 году был избран членом Одесской городской управы. В 1903 году был назначен земским начальником 2-го участка Одесского уезда. Находясь в этой должности, два трехлетия состоял председателем ревизионной комиссии уездного земства. В 1909 году был избран председателем Одесской уездной земской управы, в каковой должности пробыл до 1914 года. Кроме того, состоял почетным мировым судьей Одесского городского округа и Одесского уезда. 20 ноября 1914 года получил чин действительного статского советника.
Судьба после 1917 года неизвестна. Был женат на дочери надворного советника Александре Николаевне Великановой, имел троих детей.

## Награды
- Орден Святого Станислава 2-й ст. (1893)
- Орден Святого Владимира 4-й ст. (1907)
- Высочайшее благоволение (1911)

- медаль «В память русско-турецкой войны 1877—1878 гг.»
- медаль «В память 200-летия Полтавской битвы» (за заслуги предков)
- знак в память 50-летия судебных установлений